# Stawiszowo (sielsowiet Miadzioł)
Stawiszowo – dawny folwark. Tereny, na których był położony, leżą obecnie na Białorusi, w obwodzie mińskim, w rejonie miadzielskim, w sielsowiecie Miadzioł.

## Historia
W czasach zaborów folwark w okręgu wiejskim Werenki,  w gminie Kobylnik, w powiecie święciańskim, w guberni wileńskiej Imperium Rosyjskiego. W 1866 roku liczył 11 mieszkańców w 1 domu, własność Poczobuta. W 1905 roku dwór liczył 8 mieszkańców, 160 dziesięcin, własność Michniewicza.
Po I wojnie światowej pod administracją polską, w Zarządzie Cywilnym Ziem Wschodnich. W latach 1920–1922 w składzie Litwy Środkowej.
Od 11 kwietnia 1922 folwark leżał w Polsce, w województwie wileńskim, w powiecie święciańskim, od 1926 roku w powiecie postawskim, w gminie Kobylnik.
W 1931 w 2 domach zamieszkiwało 15 osób.
W 1938 roku miejscowość należała do gromady Stawiszowo gminy Kobylnik.